# Igawa Mitsunobu
Mitsunobu Igawa (飯川 光誠?; fl. XVI secolo) è stato un samurai giapponese del periodo Sengoku, servitore del clan Noto-Hatakeyama della provincia di Noto.

## Biografia
Mitsunobu servì il clan Hatakeyama della provincia Noto.
Quando, nel 1551, i maggiori servitori Hatakeyama costrinsero Hatakeyama Yoshitsugu a ritirarsi in favore del figlio, Yoshitsuna, Mitsunobu li appoggiò entrambi. I servitori istituirono un consiglio di sette membri per governare la provincia dietro al burattino Yoshitsuna; quando uno dei sette membri morì, gli Hatakeyama avrebbe misero Mitsunobu come sostituto. Era un amministratore capace ed un servitore fedele, ed aiutò gli Hatakeyama a ripristinare la propria autorità nel 1555.
Divenne monaco nel 1572, prendendo il nome di Wakasa nyūdō Sōgen (若狭入道宗玄?). Il resto della sua vita rimane sconosciuto.